# Bol'šesoldatskij rajon
Il Bol'šesoldatskij rajon (in russo Большесолдатский район?) è un rajon dell'Oblast' di Kursk, nella Russia europea; il capoluogo è Bol'šoe Soldatskoe. Istituito nel 1928, ricopre una superficie di 780 chilometri quadrati e consta di una popolazione di circa 13.000 abitanti.